# Lasiocnemus anthracinus
Lasiocnemus anthracinus är en tvåvingeart som beskrevs av Emile Janssens 1952. Lasiocnemus anthracinus ingår i släktet Lasiocnemus och familjen rovflugor.
Artens utbredningsområde är Kongo. Inga underarter finns listade i Catalogue of Life.